# Skiplam
Skiplam var en civil parish från 1866 till 1986 då den blev en del av Nawton, i grevskapet North Yorkshire, i England. Civil parish var belägen 6 km från Helmsley och hade 39 invånare år 1971.